# Olympique de Marseille Judo
La section judo de l'Olympique de Marseille ou OM Judo est un club de judo français refondé en 2012 et basé à Marseille.

## Histoire
Une section judo a existé dans les années 1950-1960, s'entraînant au stade de l'Huveaune, avec notamment dans ses rangs Jean-Paul Coche alors adolescent.
L'ancien judoka Stéphane Mongellas, responsable du pôle Espoirs à Marseille, propose dès mars 2012 un projet de section judo à l'Olympique de Marseille, ayant pour but de stopper l'exode des judokas de la région vers les clubs parisiens. Le projet est validé par la direction de l'OM le 11 septembre 2012,.
Le 30 octobre 2012, l'Olympique de Marseille officialise la création d'une section judo. La première saison a pour objectif les finales des championnats de France cadets à juniors. L'OM remporte sa première médaille nationale grâce à l'équipe féminine junior qui termine troisième des Championnats de France par équipes en 2013, suivie d'une médaille d'argent de l'équipe féminine cadette. Le club obtient son premier titre par équipes avec l'équipe féminine cadette en 2014 puis connaît son premier titre national junior en individuel en 2015 avec le sacre de Marina Olarte en moins de 70 kg et son premier titre national junior féminin par équipe en 2017,.
En 2017, l'OM Judo connaît ses premières médailles en Championnats de France senior, avec la médaille d'argent de Lorenzo Perricone en moins de 90 kg, la médaille de bronze de Blandine Pont en moins de 48 kg et la médaille de bronze de Daniel Jean en moins de 66 kg.
Le club olympien obtient son premier titre national senior en 2018 avec le sacre d'Alexandre Iddir dans la catégorie des moins de 100 kg ; cette année-là, Automne Pavia, qui a rejoint le club en 2017, obtient le bronze dans la catégorie des moins de 57 kg.
L'OM participe en 2022 à la première édition de la Judo Pro League, la première ligue fermée professionnelle mixte de judo fondée par la Fédération française de judo. L'OM atteint les quarts de finale, s'inclinant contre le Judo Nice Métropole.

## Palmarès

### Senior

#### Compétitions nationales
- Championnat de France individuel seniors (1)
  -  Médaille d'or pour Alexandre Iddir (−100 kg) en 2018[12]
  -  Médaille d'argent pour Lorenzo Perricone (−90 kg) en 2017[10]
  -  Médaille de bronze pour Blandine Pont (−48 kg) en 2017[10]
  -  Médaille de bronze pour Daniel Jean (−66 kg) en 2017[10]
  -  Médaille de bronze pour Automne Pavia (-57 kg) en 2018[12]

#### Compétitions européennes
- Coupe d'Europe (1)
  -  Médaille d'or pour Automne Pavia (−57 kg) à la Coupe d'Europe de Dubrovnik en 2018[15]

#### Compétitions internationales
- Grand Prix (1)
  -  − Médaille d'or pour Alexandre Iddir au Grand Prix de Tel-Aviv 2019 (-100 kg)[16]
  -  − Médaille d'argent pour Alexandre Iddir au Grand Prix de Zagreb 2019 (-100 kg)[17]